# Trifolium dolopium
Trifolium dolopium là một loài thực vật có hoa trong họ Đậu. Loài này được Gibelli & Belli miêu tả khoa học đầu tiên.